# Anton Brunsen
Anton Brunsen (auch Brunsenius; * 6. Januar 1641 in Bremen; † 17. Oktoberjul. / 27. Oktober 1693greg. in Berlin) war ein deutscher reformierter Theologe und kurfürstlich-brandenburgischer Hofprediger in Berlin.

## Leben
Nach dem Studium der Theologie am reformierten Gymnasium illustre in Bremen legte Brunsen 1662 seine Prüfung als Predigtamtskandidat ab und arbeitete anschließend als Hauslehrer bei Adelsfamilien. 1667/68 vertrat er für neun Monate den Pfarrer der Bremer Martinikirche. Eine Bildungsreise führte ihn von 1668 bis 1670 über die Niederlande (Franeker, Groningen, Leiden) und Oxford nach Duisburg, wo er an der Alten Universität studierte und zugleich als Hauslehrer in der Familie des brandenburgischen Ersten Ministers Otto von Schwerin arbeitete.
1670 wurde Brunsen zum Hofprediger des Herzogs Christian von Liegnitz-Brieg berufen. 1671 wurde er zugleich Professor am Gymnasium in Brieg und übernahm 1674 das Rektorat. Als mit dem Tod von Herzog Christians Sohn Georg Wilhelm 1675 das Geschlecht der Schlesischen Piasten ausgestorben war und durch Kaiser Leopold als neuen Landesherrn die Gegenreformation in den Herzogtümern Liegnitz-Brieg durchgeführt wurde, wurde Brunsens Stellung immer schwieriger. Bis zu ihrem Tod 1680 konnte er noch als Prediger der Herzoginmutter Luise auf Schloss Ohlau wirken. Im selben Jahr wurde er vom Großen Kurfürsten als Hofprediger nach Potsdam berufen. 1683 übernahm er die Stelle des verstorbenen Hof- und Dompredigers Johann Kunsch von Breitenwald in Cölln (allerdings ohne den Titel eines Dompredigers, da er weiter viel in Potsdam tätig war). Er setzte sich für die Aufnahme der in Frankreich verfolgten Hugenotten  ein.
Neben zahlreichen Kasualpredigten veröffentlichte Brunsen auch eine Auslegung des Heidelberger Katechismus und einen Plan für eine Annäherung der reformierten und lutherischen Kirchen. Daneben übersetzte er Erbauungsschriften der englischen Puritaner Thomas Gouge (1609–1681), Thomas Watson und Richard Baxter ins Deutsche.
Brunsen war mit Anna Margaretha, der Tochter des liegnitzischen Rates Heinrich Martin, verheiratet. Sein Sohn Philipp Anton († 1723) war Hofbibliothekar in Berlin.